# 조직범죄

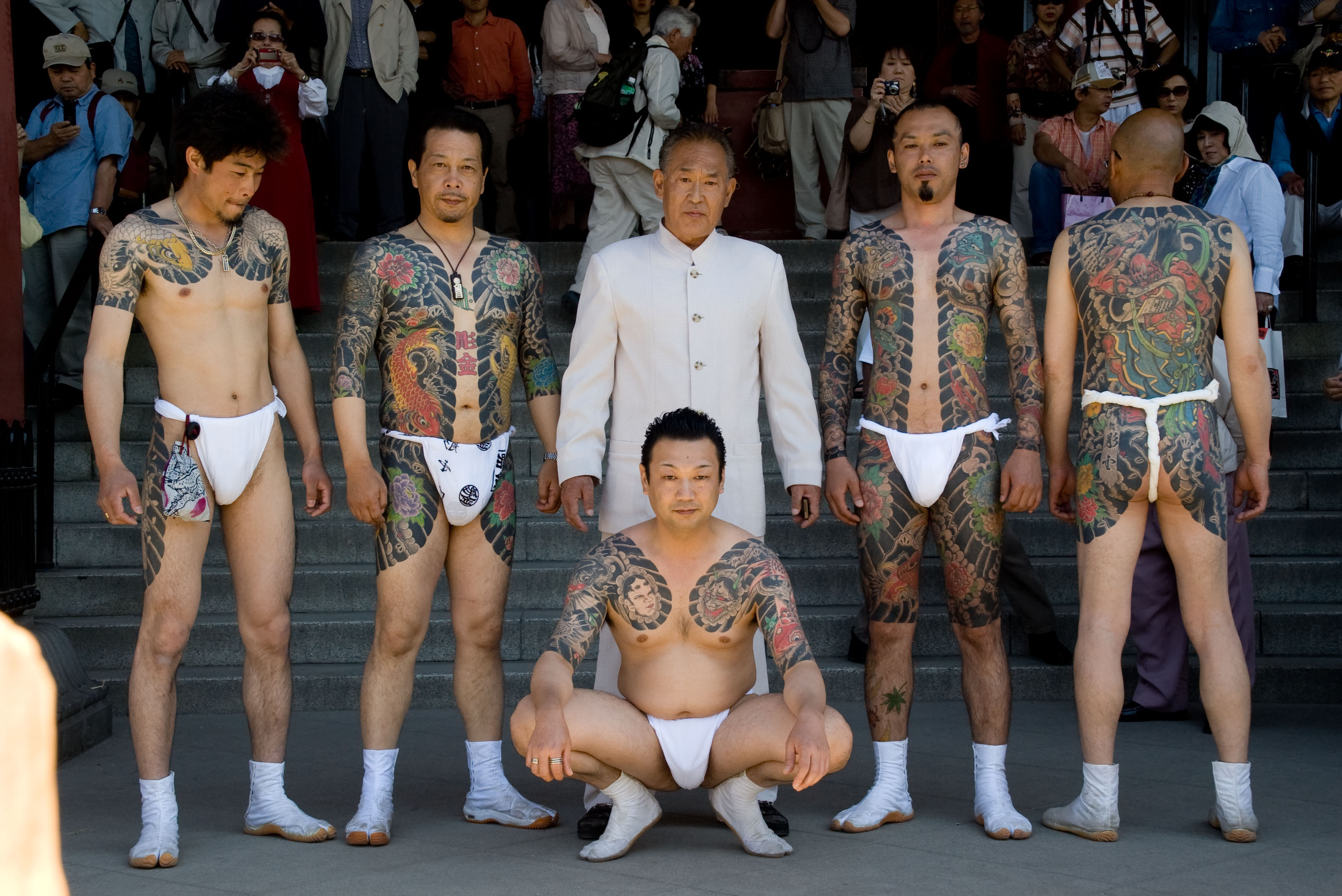

조직 범죄(組職犯罪, 영어: organized crime)는 여러 사람이 한 명의 지도자 또는 지도 집단의 지시 하에 위법한 방법으로 이익을 취하는 행동을 말하며, 전문적으로 그러한 범죄를 저지르는 집단을 범죄 조직 또는 범죄 집단이라고 한다.

## 대표적인 범죄 조직
- 중남미의 마약 카르텔(es)
- 중국의 삼합회
- 대만의 죽련방
- 인도의 암살단
- 일본의 야쿠자
- 이탈리아의 마피아
- 프랑스의 코르시카 마피아(fr)
- 러시아의 러시안 마피아(ru)
- 대한민국의 조폭

## 조직 범죄와 환경
범죄 조직은 자금 확보를 위해 석유 산업, 군수 산업, 불법 사금 채취, 마약 거래, 불법 어업, 불법 벌채, 독성 폐기물이나 방사성 폐기물의 운반 등의 다양한 활동을 한다. 국제 형사 경찰 기구는 이러한 국제적인 범죄 조직의 활동은 환경에 큰 부담을 주고 있으며 이에 대항하고 환경과 자원을 보호하기 위해 강력하고 국제적인 법적 활동이 필요하다고 보고 있다. 또 이러한 천연 자원의 매매는 범죄 조직의 돈세탁 수단으로 쓰이는 외에 정치 부패, 사기, 절도, 주로 원주민을 대상으로 하는 살인 등의 여타 범죄와도 깊이 관련되어 있다. 이러한 범죄를 보다 쉽게 분류, 처벌하기 위해 국제 형사 경찰 기구는 환경 범죄(Environtal Crime)를 새로 정의하고 에코메시지(ecomessages)라는 표준화된 시스템을 정비했다.

## 같이 보기
- 부정부패